# برنارد ديسبانات
برنارد ديسبانات (22 أغسطس 1921 - 1 أغسطس 2015) عالم فيزياء نظري فرنسي، وفيلسوف في العلوم، ومؤلف اشتهر بعمله حول طبيعة الواقع. أطلق اسم «عدم مساواة ويغنر-ديسبانات» جزئيًا باسمه.